# Rodolfo Cardoso
Rodolfo Esteban Cardoso (Azul, 17 de outubro de 1968) é um ex-futebolista e treinador de futebol argentino que atuava como volante. Fez carreira no futebol da Alemanha, principalmente atuando por Homburg e Hamburgo.

## Carreira em clubes
Revelado no AC Azul, time amador de sua cidade, Cardoso estreou como profissional no Estudiantes em 1987, aos 19 anos. Pelos Pincharratas, marcou 9 gols em 75 partidas, desempenho suficiente para levá-lo à Alemanha Ocidental, mais precisamente para o Homburg, em 1989, sendo o terceiro argentino a defender uma equipe do país. Em 4 temporadas, o volante atuou em 125 jogos e marcou 13 gols.
Entre 1993 e 1997, vestiu as camisas de Freiburg (63 jogos e 28 gols) e Werder Bremen (32 partidas e 2 gols) antes de se transferir para o Hamburgo, onde atuaria até 2004 - durante o período, foi emprestado ao Boca Juniors (1998) e Estudiantes (1998–99). Com a camisa dos Dinossauros, o volante foi campeão da Copa da Liga Alemã em 2003.
Na reta final da carreira, problemas físicos limitaram Cardoso a apenas 9 jogos pelo time principal do HSV e 6 pela equipe B, todos na temporada 2003–04, última de sua carreira profissional.

## Seleção Argentina
Pela Seleção Argentina, Cardoso atuou 8 vezes entre 1995 e 1997, marcando um gol. Integrou o elenco que disputou a Copa América de 1997, seu único torneio como jogador da Albiceleste. 

## Carreira como treinador
Depois de sua aposentadoria como jogador, Cardoso permaneceu ligado ao Hamburgo, trabalhando como técnico das divisões de base do time (2005–2008), do time reserva (5 passagens), auxiliar-técnico (2011, treinador interino dos Dinossauros por 2 períodos (2011 e 2013) e olheiro antes de deixar o Hamburgo em março de 2018

## Títulos
Hamburgo
- Copa da Liga Alemã: 2003[9]